# Ibn al-Thumna
Muhammad ibn Ibrahim, detto Ibn al-Thumna (in arabo محمد بن إبراهيم، ﺍﺑﻦ ﺍﻟﺜمنـة‎?; probabilmente a Siracusa, ... – Entella, 5 marzo 1062), è stato un condottiero arabo dell'XI secolo.

## Biografia
Nativo probabilmente di Siracusa, fu esponente della nobiltà arabo-sicula della città. Al momento della disgregazione dell'emirato di Sicilia era il più potente qāʾid di Sicilia.. Verso il 1050, durante la guerra civile tra i vari qāʾid dell'isola, sconfisse e uccise in battaglia Ibn al-Maklātī, qāʾid di Catania, del quale sposò in seguito la vedova, usurpando il dominio sulla città etnea.
Entrò in contrasto con il cognato Ibn al-Ḥawwās, signore di Castrogiovanni, città che tentò di attaccare, ma venne sconfitto in battaglia dalle milizie da costui comandate. A fine febbraio del 1061 si recò a Mileto da Ruggero I d'Altavilla, al quale giurò e promise il suo appoggio ai Normanni contro i musulmani in Sicilia, dando in ostaggio uno dei suoi figli.
Il primo tentativo normanno fallì, mentre Ibn al-Thumna dovette asserragliarsi a Catania; pochi mesi dopo, però, i Normanni, guidati da Roberto il Guiscardo, presero Messina e, unite le loro forze a quelle di Ibn al-Thumna, sconfissero Ibn al-Ḥawwās dopo aver assediato Castrogiovanni per un mese.
L'anno successivo, il 1062, Ibn al-Thumna, arrivò assieme ai guerrieri normanni nei pressi di Entella, ma cadde nella trappola tesagli da un gruppo di terrazzani siculo-arabi, i quali lo attirarono con il pretesto di voler avviare una trattativa di pace, e per vendicarsi del suo tradimento lo assassinarono.